# Nicholas Goodrick-Clarke
Nicholas Goodrick-Clarke är en brittisk professor i ämnet västlig Esoterism vid University of Exeter.
Goodrick-Clarke har publicerat flera böcker vilka bland annat behandlar kopplingen mellan nazism och ockultism.